# Riot Games
 Der er for få eller ingen kildehenvisninger i denne artikel, hvilket er et problem. Du kan hjælpe ved at angive troværdige kilder til de påstande, som fremføres i artiklen.

Riot Games er en amerikansk spilproducent, grundlagt i 2006, som har lavet spillene League of Legends, Legends Of Runeterra og Valorant.